# 岡村勝実
岡村 勝実（勝實、おかむら かつみ、1893年（明治26年）1月31日 - 1981年（昭和56年）10月5日）は、日本の陸軍軍人。最終階級は陸軍少将。

## 経歴
福岡県福岡市出身。1913年（大正2年）5月、陸軍士官学校（25期）を卒業。同年12月、歩兵少尉に任官した。
1930年（昭和5年）8月、歩兵少佐に進級。1935年（昭和10年）8月、歩兵中佐に進んだ。1938年（昭和13年）7月、歩兵大佐に昇進し歩兵第66連隊長に発令され日中戦争に出征した。1939年（昭和14年）6月、北支那方面軍高級副官に転じた。
1940年（昭和15年）8月、陸軍戸山学校幹事に発令され帰国。1942年（昭和17年）5月、留守第20師団兵務部長に転じた。1943年（昭和18年）3月、陸軍少将に進級し、同年6月、歩兵第70旅団長に発令され、満州に赴任し林口に駐屯。1945年（昭和20年）3月、第7独立警備隊司令官に転じ、保定で終戦を迎えた。1947年（昭和22年）11月28日、公職追放仮指定を受けた。
戦後、福岡偕行会名誉会長を務めた。1981年10月、老衰のため福岡市中央区地行の自宅で死去した。